# Nick Porzig
Nicholas „Nick“ Weston Porzig (* 1. Juli 1972 in Kapstadt, Südafrika) ist ein ehemaliger australischer Ruderer und olympischer Medaillengewinner.

## Sportliche Karriere
Der 1,95 m große Nick Porzig gehörte ab 1993 zum australischen Achter. Nach einem vierten Platz bei den Weltmeisterschaften 1993 belegte er den fünften Platz bei den Weltmeisterschaften 1994 und den elften Platz bei den Weltmeisterschaften 1995. Bei den Olympischen Spielen 1996 in Atlanta erreichte der australische Achter mit Porzig den sechsten Platz.
Nach einem Jahr ohne internationalen Start kehrte Porzig 1998 in den Achter zurück, mit dem er den sechsten Platz bei den Weltmeisterschaften belegte. Bei den Weltmeisterschaften 1999 folgte der siebte Platz. 2000 erreichte der australische Achter bei den Weltcup-Regatten in Wien und Luzern jeweils den zweiten Platz hinter den Briten. Auch vor heimischem Publikum bei den Olympischen Spielen in Sydney konnten die Australier die Briten nicht bezwingen, mit acht Zehntelsekunden Rückstand erhielten die Australier die Silbermedaille.